# Minato-ku (Nagoya)
Minato (港区 Minato-ku?) es un barrio de la ciudad de Nagoya, en la prefectura de Aichi, Japón. En octubre de 2019 tenía una población estimada de 143.913 habitantes y una densidad de población de 3.153 personas por km². Su área total es de 45,64 km².

## Demografía
Según los datos del censo japonés, esta es la población de Minato en los últimos años.
| 1995    | 2000    | 2005    | 2010    | 2015    |
| ------- | ------- | ------- | ------- | ------- |
| 150.538 | 151.614 | 151.872 | 149.215 | 146.745 |